# هیرونیموس بوش
هیرونیموس بوش (به هلندی: Hieronymus Bosch) با نام اصلی Jheronimus van Aken (تولد حدود ۱۴۵۰ تا ۹ اوت ۱۵۱۶)، نقاش هلندی بود. عمده دلیل شهرت وی، کاربرد نقوش خیالی برای بیان مفاهیم اخلاقی و همچنین حکایت داستان‌ها است. نقاشی‌های هیرونیموس بوش پیش‌درآمد سده‌های میانه سبک سوررئالیسم است.

## زندگی
هیرونیموس بوش با نام یِرونیموس (یا یوئن، که به ترتیب شکل‌های لاتین و آلمان مرکزیِ نام Jerome هستند) فن آخن (به معنای از آخن) متولد شد. او برخی از آثار نقاشی خود را با نام جرونیموس بوش (که در زبان هلند مرکزی یرونیموس بوس، تلفظ می‌گردد) امضا کرده است. این نام از محل تولد او؛ سرتوخن‌بوس، که دِن بوش نامیده می‌شد، آمده است.

دربارهٔ زندگی یا تحصیلات بوش اطلاعات کمی در دسترس است. وی نامه یا روزنوشته‌ای از خود باقی نگذاشته است و هر آنچه در مورد او جمع‌آوری شده است، حاصل ارجاعات مختصر به او در اسناد شهرداری سرتوخن‌بوس، و دفاتر صورت‌حساب حواله‌های محلی انجمن برادری بانوی مقدس بوده است. دربارهٔ شخصیت یا دیدگاه او دربارهٔ معنای هنرش نیز اطلاعی در دست نیست. حتی روز تولد بوش نیز با قطعیت مشخص نشده است. سال تولد او براساس پرتره‌ای (که ممکن است سلف پرتره باشد) و اندکی پیش از مرگ او در سال ۱۵۱۶ کشیده شده است، سال ۱۴۵۰ میلادی تخمین زده شد. این نقاشی هنرمند را در سالمندی، به احتمال زیاد اواخر دهه شصت عمر خویش، به تصویر می‌کشد.

بوش در نزدیکی سرتوخن‌بوس، که شهری در ایالت پادشاهی باربانت بود به دنیا آمد و تمام عمرش را در آنجا زندگی کرد. او دو برادر و یک خواهر داشت. پدربزرگش جان فن آخن (درگذشته به سال ۱۴۵۴) نقاش بود و اولین بار در سال ۱۴۳۰ در مدرکی از او نام برده شد. جان پنج پسر داشت که ۴ نفر از آن‌ها نقاش بودند، ولی هیچ اثر هنری از این افراد به جای نمانده است. پدر بوش آنتونیوس فن آخن (درگذشته به سال ۱۴۷۸) به عنوان مشاور هنری انجمن برادری بانوی مقدس فعالیت می‌کرد. تصور می‌شود جرومینوس نقاشی را از پدر یا یکی از عموهای خویش آموخته است.

در قرن پانزدهم سرتوخن‌بوس، شهری رو به رشد در جنوب هلند کنونی بود. این شهر در نیمه اول قرن پانزدهم میلادی تحت کنترل خاندان بورگوندی بود، و پس از آن به سلطهٔ دودمان هابسبورگ درآمد. در سال ۱۴۶۳، ۴۰۰۰ خانه در آتش‌سوزی مصیبت‌باری در این شهر سوختند و احتمال وجود دارد بوش ۱۳ ساله شاهد آن ماجرا بوده. او در زمان حیاتش نقاش معروفی شد، به‌طوری‌که حتی از خارج از هلند نیز سفارشاتی دریافت می‌کرد. بوش در ۱۴۸۸ به انجمن برادری بانوی مقدس پیوست. این انجمن، یک گروه مذهبی محافظه‌کار سنتی متشکل از ۴۰ شهروند پر نفوذ از سرتوخن‌بوس و ۷۰۰۰ عضو خارجی از سراسر اروپا بود.

بوش در فاصله سال‌های ۱۴۷۹ تا ۱۴۸۱ با آلیت گویائرتس فن دن میروین که چند سالی از او بزرگتر بود، ازدواج کرد. پس از ازدواج آن‌ها به اوریشخوت که همسر بوش در آنجا خانه و زمینی را از خانواده ثروتمندش به ارث برده بود، نقل مکان کردند.

در اسناد انجمن برادری بانوی مقدس، تاریخ مرگ بوش سال ۱۵۱۶ ثبت شده است. در اوت آن سال مراسم باشکوهی برای بزرگداشت خاطرهٔ او در کلیسای سنت جان برگزار گردید.

## هنر

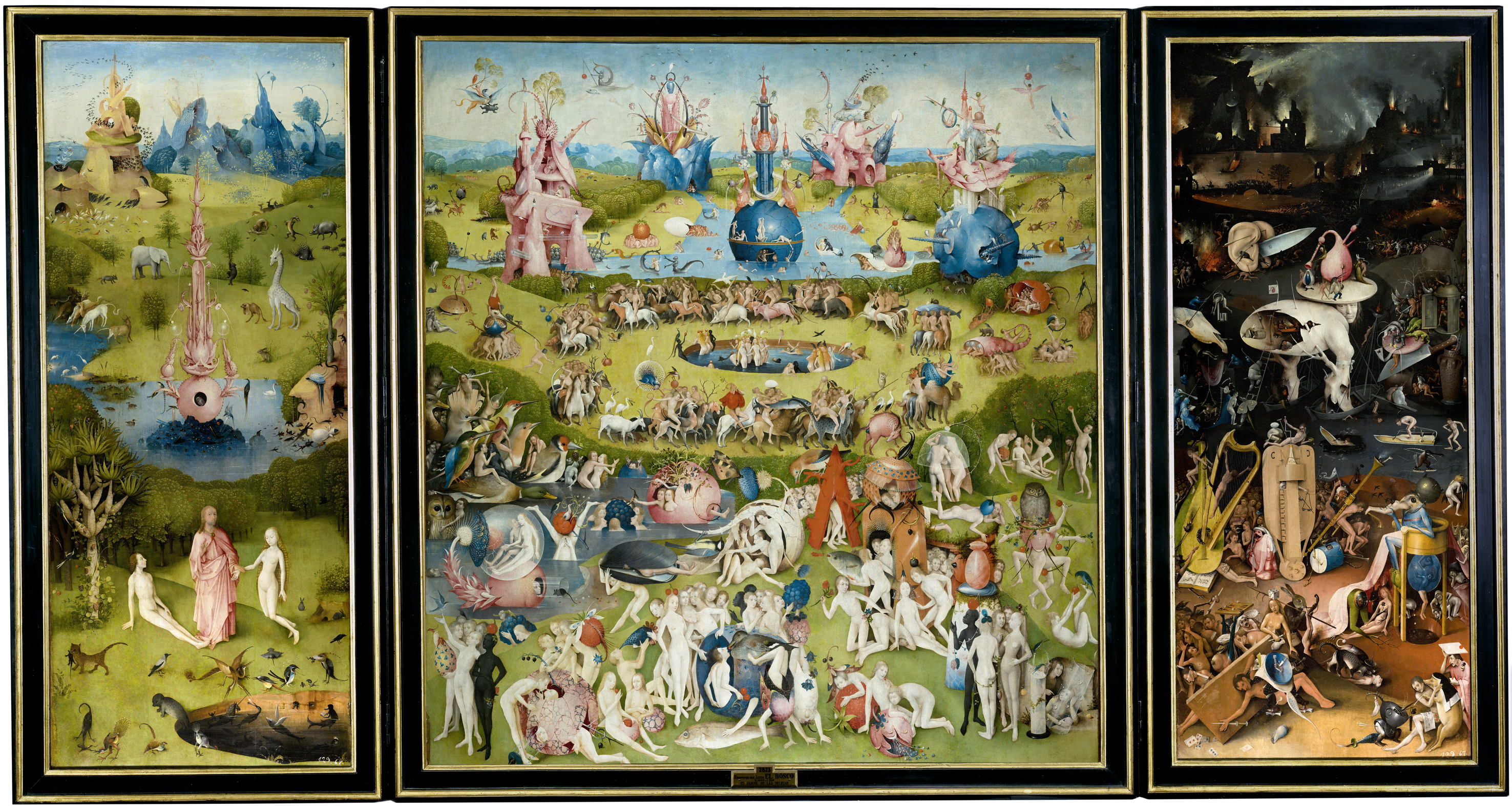
سه‌لتی باغ لذت دنیوی یکی از مشهورترین آثار هیرونیموس بوش است.

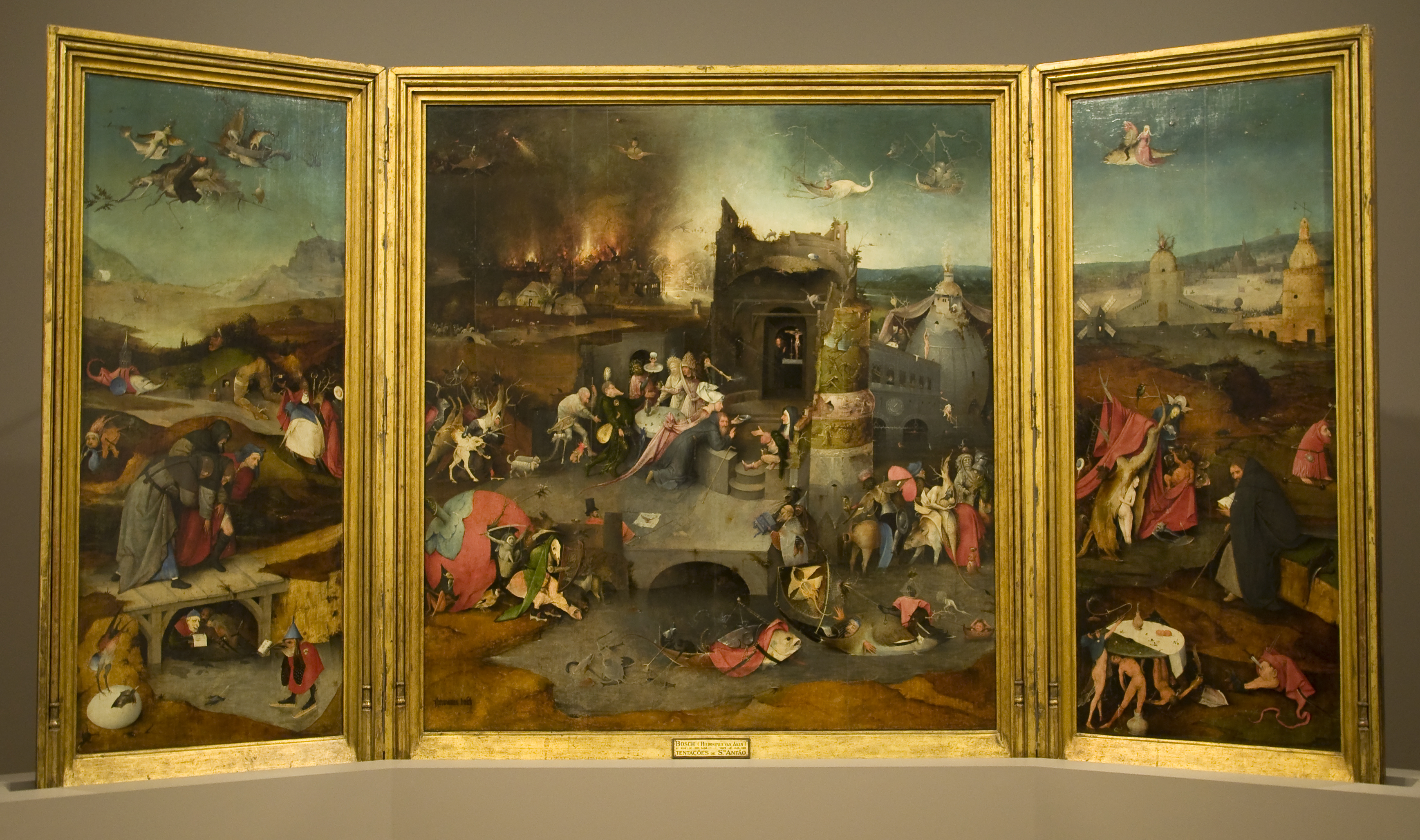
سه‌لتی با مضمون وسوسهٔ سنت آنتونی.

بوش چندین اثر سه‌لتی (triptychs) خلق کرد. یکی از معروف‌ترین آثار او باغ لذت دنیوی نام دارد. این نقاشی، که عنوان اصلی آن باقی نمانده است، بهشت را با آدم و حوا و تعداد زیادی حیوان عجیب در بخش سمت چپ، منظره‌ای دلگشا از تعداد زیادی تصاویر برهنه، میوه‌ها و پرندگان عجیب در بخش میانی، و جهنم با ترسیم مجازات‌های خیالی انواع گوناگونی از گناهکاران در سمت راست نشان می‌دهد. هنگامی که قاب خارجی بسته می‌شود، بیننده می‌تواند نقاشی‌ای به سبک تک رنگ گریزایل را ببیند که در آن، خداوند زمین را می‌آفریند. این نقاشی‌ها- به ویژه پارهٔ جهنم- به روشی نسبتاً عجولانه و سطحی ترسیم شده‌اند که با سبک فلمیش سنتی (هلندی سنتی) که در آن سطوح صاف با استفاده از چندین لایه لعاب شفاف آثار قلمو را پنهان می‌سازد، در تضاد هستند. در این نقاشی و به شکل قوی‌تری در کارهایی همچون وسوسهٔ آنتونیوی کبیر (نگهداری شده در موزهٔ هنرهای باستانی پرتغال، لیسبون) آثار قلموی بوش بر روی تصویر به وضوح قابل مشاهده است. همچنین بوش را یکی از اولین طراحان انقلابی سبک طراحی مستقل در اروپای شمالی می‌دانند.

او هیچ‌گاه نقاشی‌های خود را تاریخ‌گذاری نکرد. اما برخلاف رسم آن روزگار چندین عدد از آن‌ها را امضا کرده است، اگر چه امضاهای دیگری نیز وجود دارند که در صحت آن‌ها تردید وجود دارد. امروزه کم‌تر از ۲۵ نقاشی را به بوش نسبت می‌دهند. در اواخر قرن شانزدهم، فیلیپ دوم اسپانیا بسیاری از نقاشی‌های بوش، شامل برخی آثار سفارشی و خریده شده توسط اسپانیایی‌ها را جمع‌آوری کرد. موزه دل پرادو، در مادرید اکنون مالک شش نقاشی از بوش است. این مجموعه نقاشی شامل ستایش مغان، باغ لذت دنیوی، نقاشی هفت گناه کشنده و چهار امر واپسین، نقاشی سه‌لتی هایوین و عمل سنگ (مداوای مجنون) است.

## تفسیر

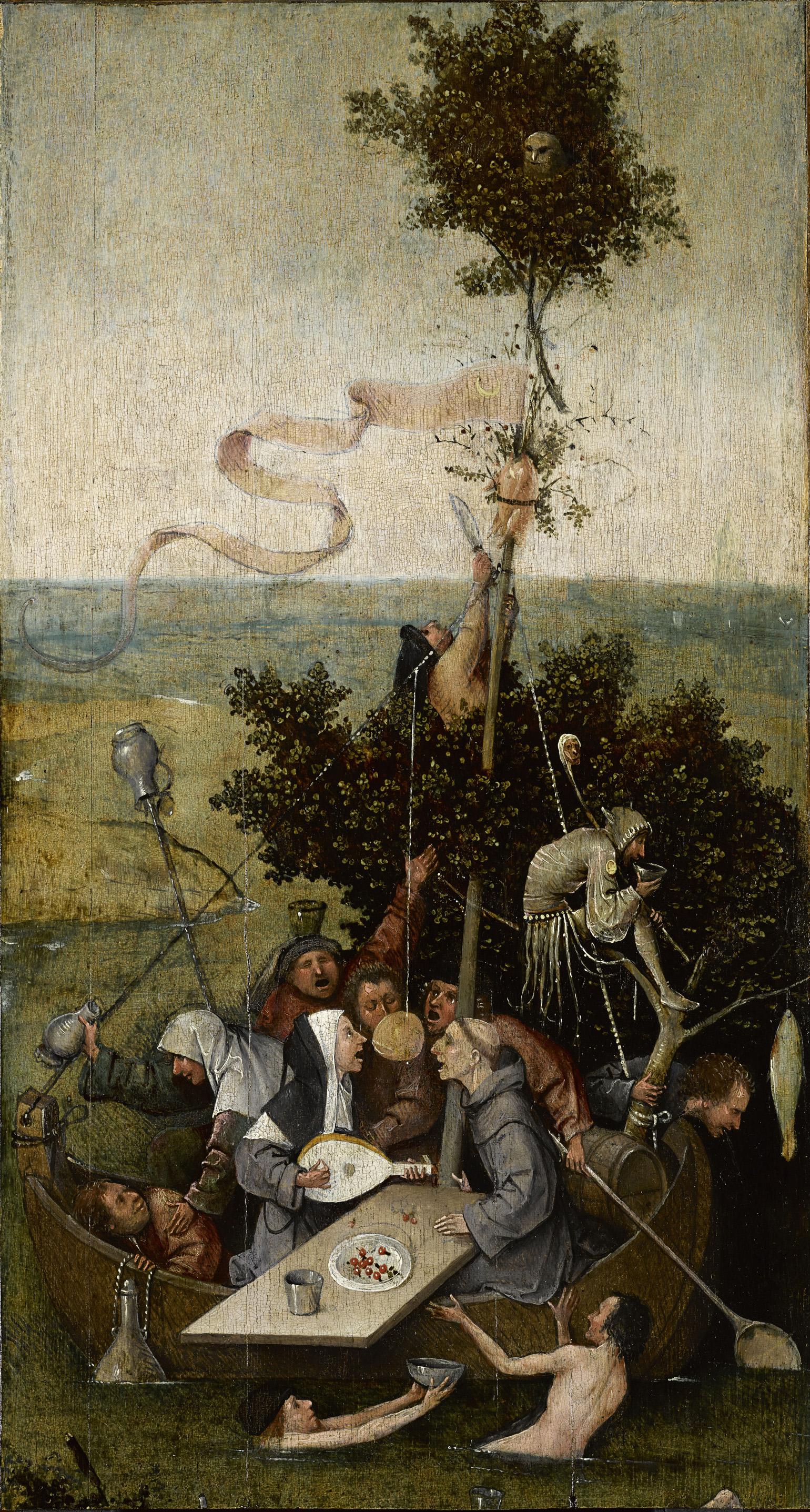
کشتی احمق‌ها: این اثر در موزه لوور نگهداری می‌شود. میشل فوکو، از این تصویر بر روی جلد کتاب تاریخ جنون استفاده کرده است.

در قرن بیستم تغییر ذائقه هنرمندان، آثار هنرمندانی همچون بوش را برای مخاطبان قابل لمس‌تر ساخت. بحثهایی در مورد الهام گرفتن هنر بوش از بدعت‌های خاص و تجربیات مبهم و سحرآمیز وجود دارد (به عنوان مثال کاتاریسم و آدامیتز). همچنین از آنجایی که دزیدریوس اراسموس، پیشرو مذهبی هلند در قرن پانزدهم در یکی از گروه‌های مذهبی پارسایی کلیسای کاتولیک در سرتوخن‌بوس آموزش دیده بود، شهر از لحاظ مذهبی ترقی‌خواه بود. برخی از نویسندگان براین باورند که هماهنگی بسیاری بین نوشته‌های هجوآمیز اراسموس و نقاشی‌های غالباً وحشی بوش وجود دارد. "اگر چه فرقهٔ پارسایان کاتولیک به پاپ وفادار بود، آن‌ها همچنان، تقبیح استفاده نادرست و رفتار رسوایی‌آور بسیاری از کشیش‌ها را وظیفهٔ خود می‌دانستند: فسادی که هر دوی بوش و اراسموس، در کارهای‌شان آن را هجو کرده‌اند.

کوششهایی برای تفسیر آثار بوش صورت گرفت که تاریخچه آن‌ها به قرن شانزدهم برمی‌گردد. مفسرین اظهار می‌دارند که کارهای او صرفاً جهت سرگرمی و تفریح ایجاد شده‌اند و بسیار شبیه به سبک تک‌رنگ و رنسانس ایتالیا هستند. در حالی‌که هنر هنرمندان قدیمی‌تر، بر اساس تجربیات روزمره جهان فیزیکی بود، همانگونه که تاریخ‌دان هنر؛ «والتر گیبسون» گفته است، بوش بینندگان خود را با «جهانی از رؤیاها و کابوس‌ها، به شکلی که در برابر دیدگان ما در حال سوسو زدن و تغییر هستند» مواجه می‌سازد. در یکی از اولین حساب‌های نقاشی بوش در سال ۱۵۶۰، فلیپ دِ گوارا ی اسپانیایی، نوشته است که بوش تنها به عنوان «آفرینندهٔ هیولاها و شیمرها» شناخته می‌شده است. در اوایل قرن هفدهم تاریخ‌دان هلندی هنر؛ کارل فن ماندر آثار بوش را دربردارنده «تخیلات عجیب و شگرف» توصیف کرده و نتیجه‌گیری کرده است که نقاشی‌ها «اغلب بیش از آنکه خوشایند باشند، نفرت‌انگیز هستند».

در دهه‌های اخیر، پژوهشگران دیدگاه بوش را کم‌تر تخیلی نگریسته و پذیرفته‌اند که هنر او سیستم عقیدتی مذهب ارتدکس در زمان خود را بازتاب می‌دهد. امروزه تصاویر او از بشریت گناهکار، فهم او از بهشت و جهنم با دیدگاه نویسندگان ادبی و موعظه‌گران قرون وسطایی، سازگار به نظر می‌رسد. بیشتر نویسندگان نسبت به آنچه پیش از این گمان می‌شد اهمیت بیشتری برای نقاشی‌های او قائل هستند و سعی دارند که آن‌ها را بر اساس اخلاقیات اواخر قرون وسطی تفسیر نمایند.

آثار بوش، به شیوه‌ای مشابه با سایر شخصیت‌های رنسانس سرزمین‌های شمالی، همچون روبرت هنریسون شاعر، برای آموزش دادن حقایق اخلاقی و معنوی خاصی آفریده شده‌اند. تصاویر ارائه شده در آثار این هنرمندان، دارای مفاهیم دقیق و هدفمند هستند. بنا به گفتهٔ دریک بکس، نقاشی‌های بوش اغلب نمایانگر ترجمه‌هایی بصری از استعاره‌های کلامی و جناس‌هایی هستند که از هر دو منبع کتاب مقدس و ادبیات عامه حاصل شده‌اند. به هر حال تضاد تفاسیری که همچنان آثار او برمی‌انگیزند، سبب ایجاد پرسش‌هایی عمیق دربارهٔ طبیعت هنر «ابهام» در دوره او می‌گردند.

برخی نویسندگان تلاش می‌کنند که آثار او را با استفاده از زبان روان‌شناسانه فروید تفسیر کنند. چنین تفاسیری معمولاً رد می‌شوند، به گفته گیبسون، «آنچه ما شهوت می‌نامیم، توسط کلیسای قرون وسطی، به عنوان گناه نخستین، محکوم شد و آنچه که ما به عنوان ذهن ناخودآگاه می‌شناسیم، از دیدگاه قرون وسطی، تلاش برای برانگیختن خدا یا شیطان بوده است».

## بحث در استنادات
تعداد دقیق آثار بازماندهٔ بوش، موضوع بحث‌های مهمی بوده است. او تنها ۷ عدد از نقاشی‌هایش را امضا کرده است و در این مورد که آثار نسبت داده شده به او واقعاً از آن او بوده‌اند هم اطمینان کافی وجود ندارد. معلوم شده است که از اوایل قرن شانزدهم به بعد نسخه‌های زیاد و تقلیدهای بسیاری از آثار او به گردش افتاده است. به علاوه، سبک او بسیار تأثیرگذار بود و به وسیله بسیاری از پیروانش تقلید شد.

در طول سال‌ها، پژوهشگران، تعداد کم‌تری از آثاری که گمان می‌رفت از آن او بوده‌اند را به او نسبت داده‌اند. امروزه تنها ۲۵ اثر به یقین به او نسبت داده می‌شود.

## نگارخانه

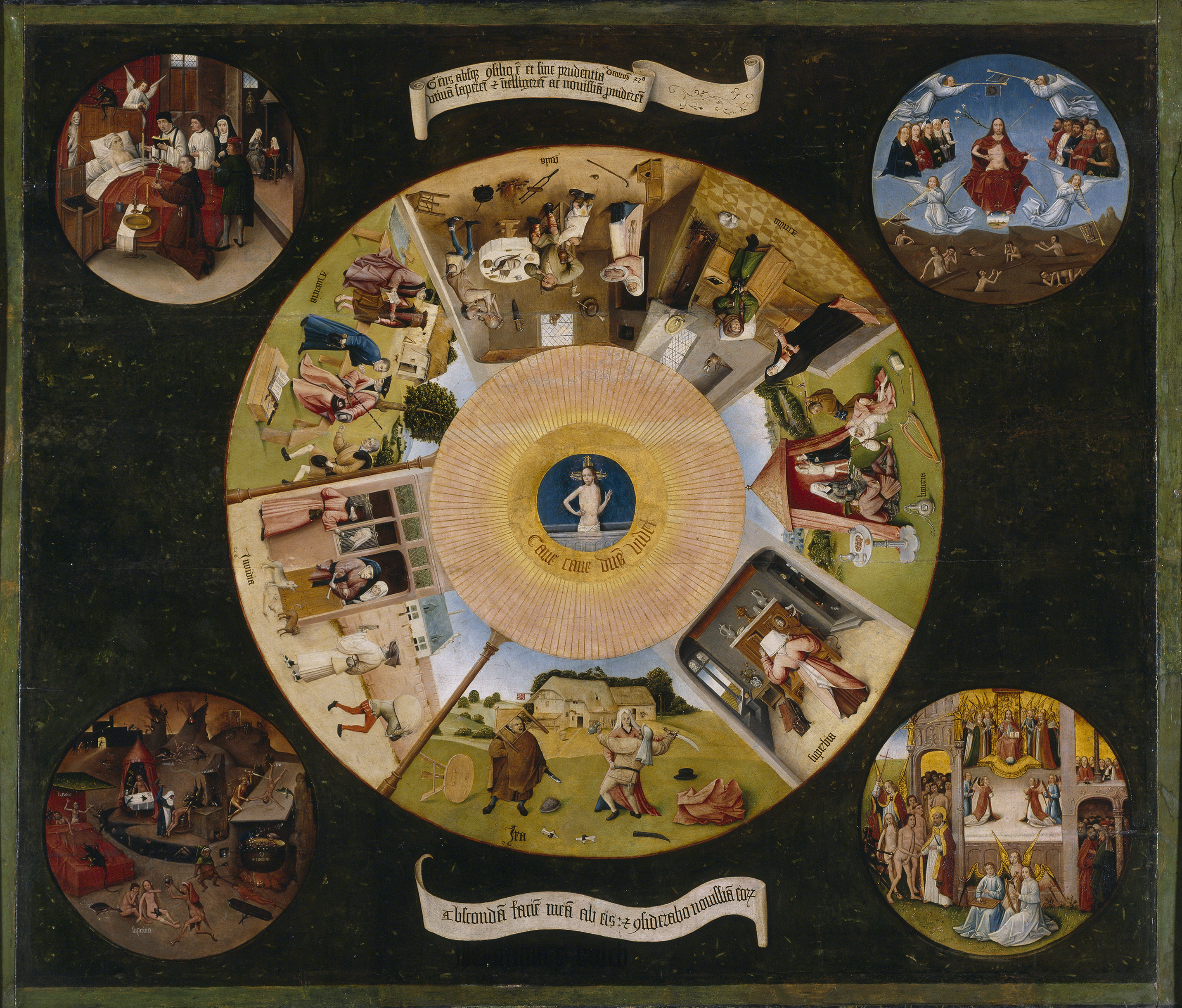
هفت گناه کبیره و چهار امر واپسین رنگ‌روغن روی چوب، ۱۴۸۵ م. موزه دل پرادو
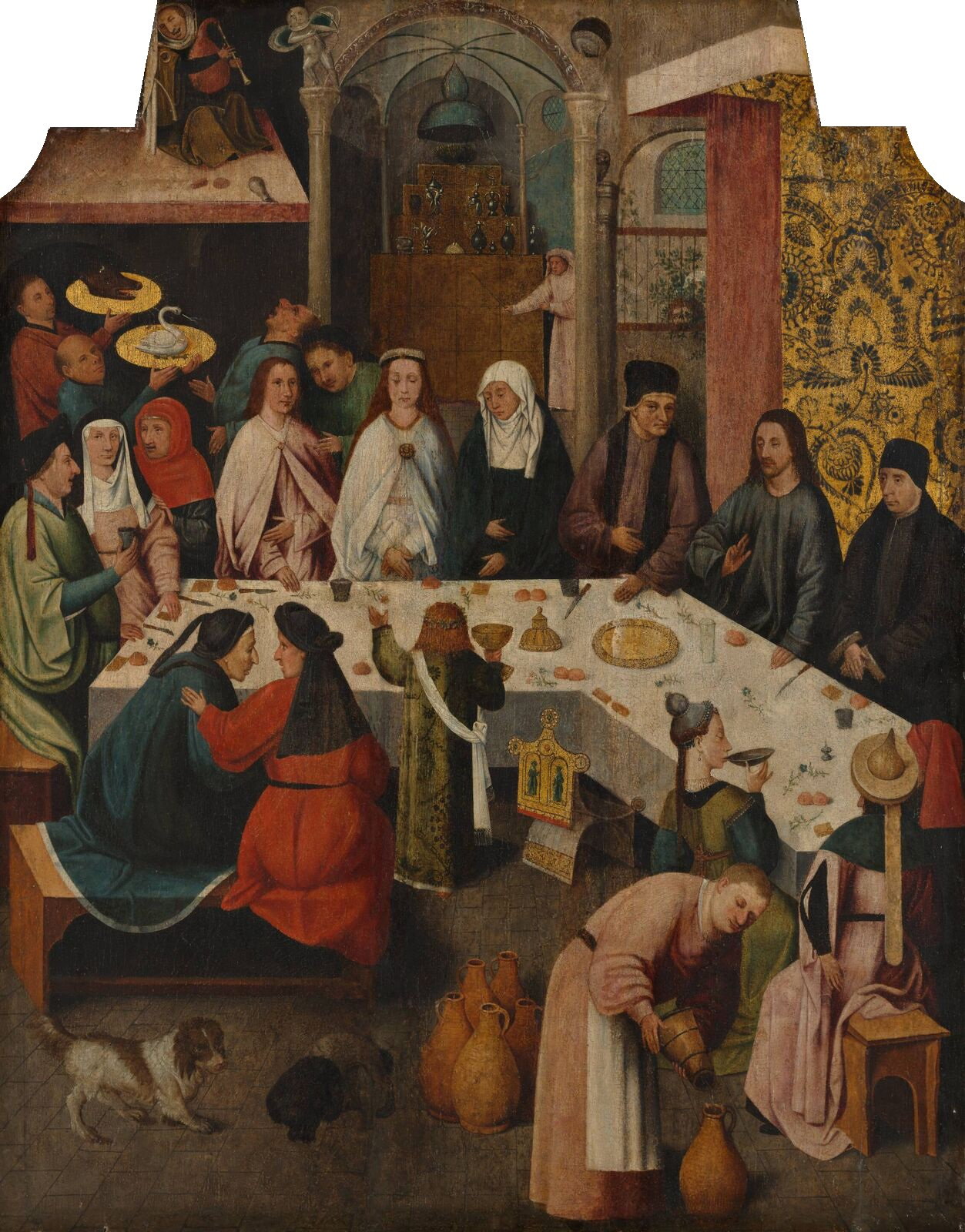
جشن ازدواج در کانا
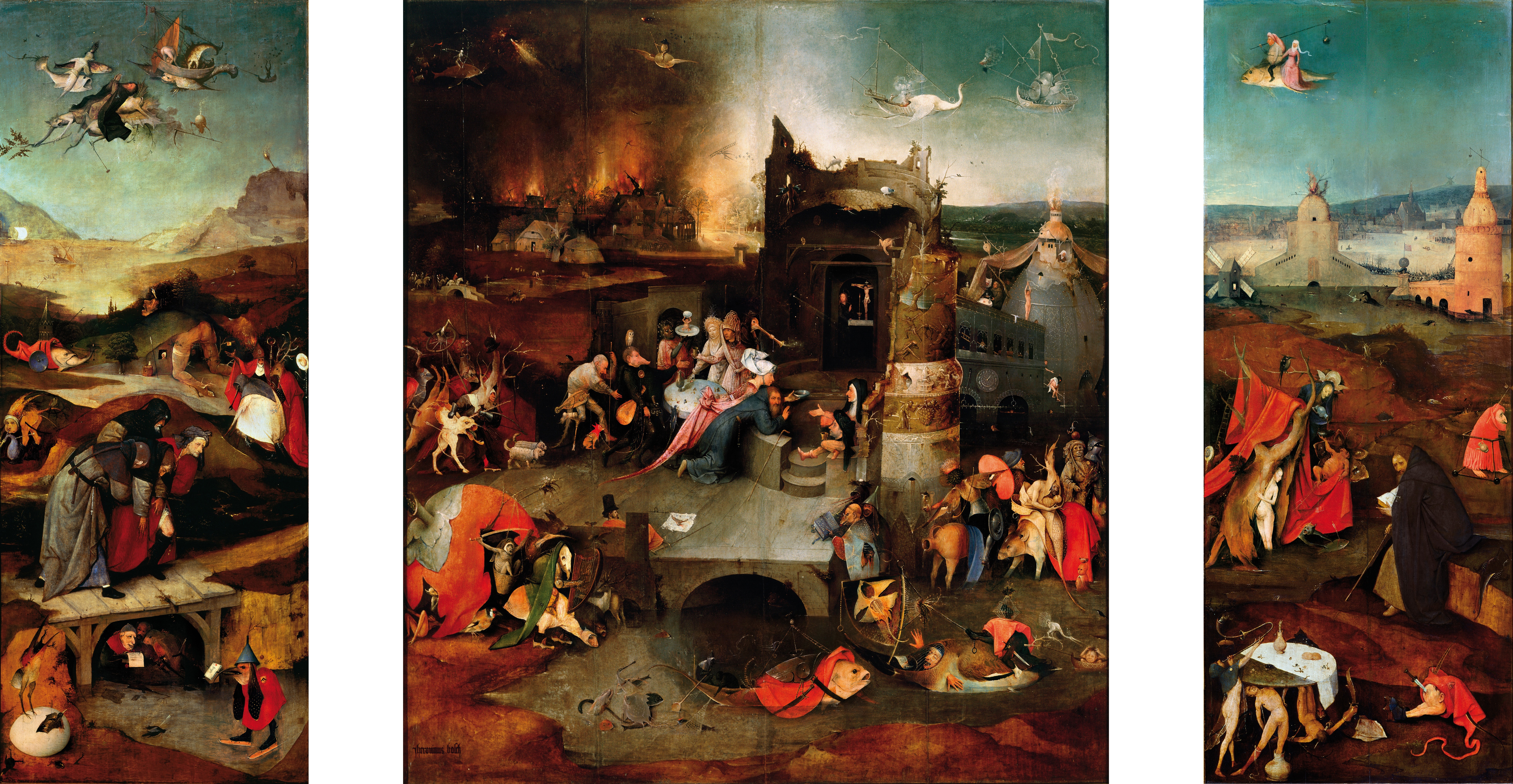
وسوسه سنت آنتونی، لیسبون، موزه هنر باستان
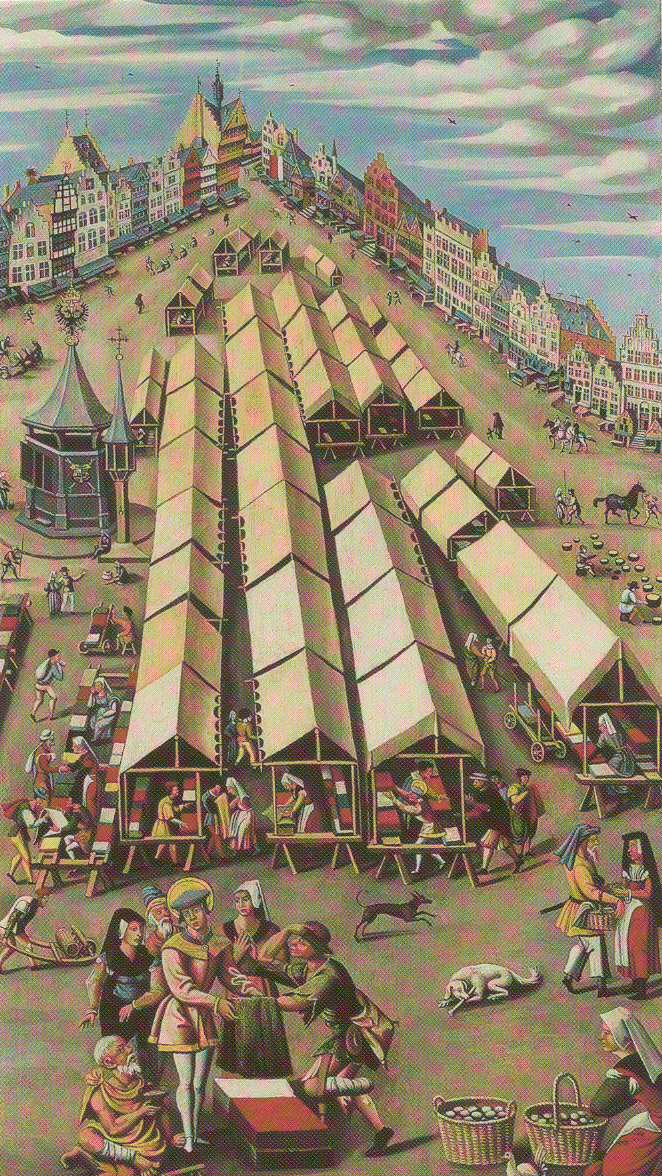
بازار دارپر در سرتوخن‌بوس، موزه نورد برابانت
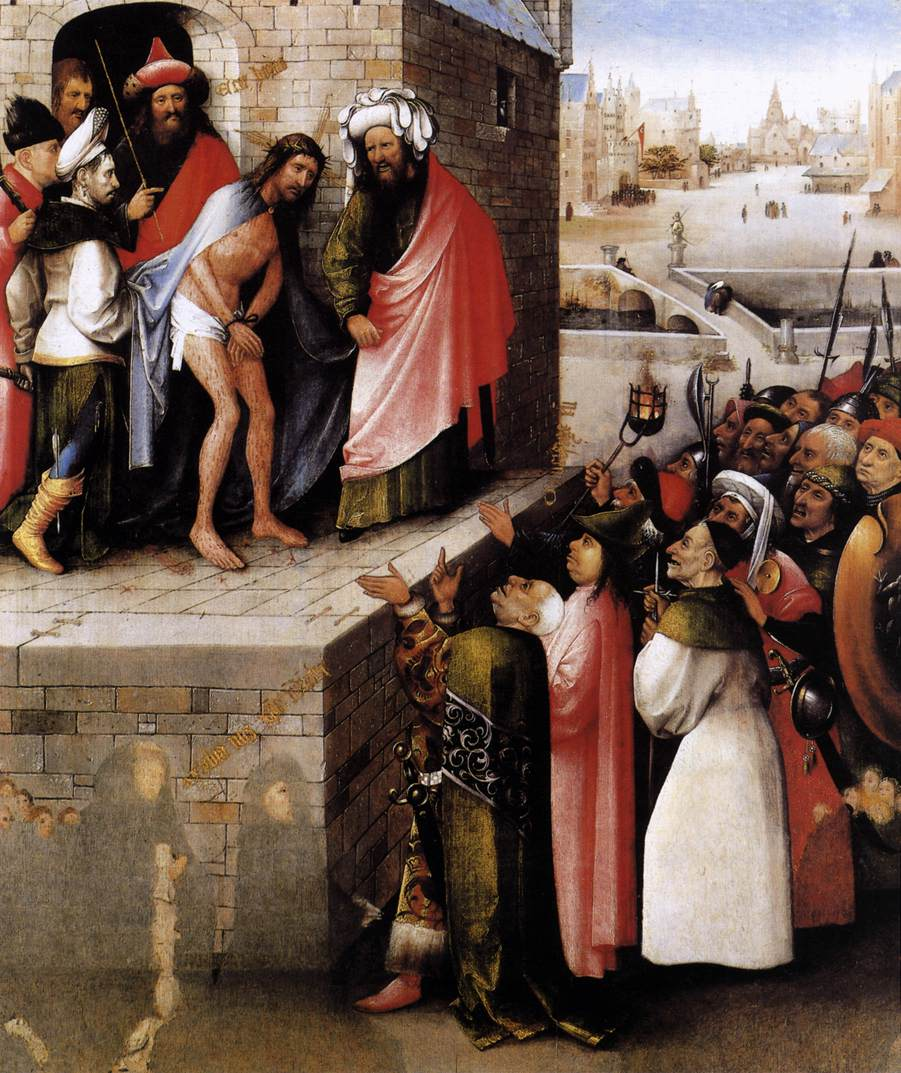
اینک انسان رنگ‌روغن روی چوب، بین سال‌های ۱۴۷۵–۸۵ م. موزه اشتادل
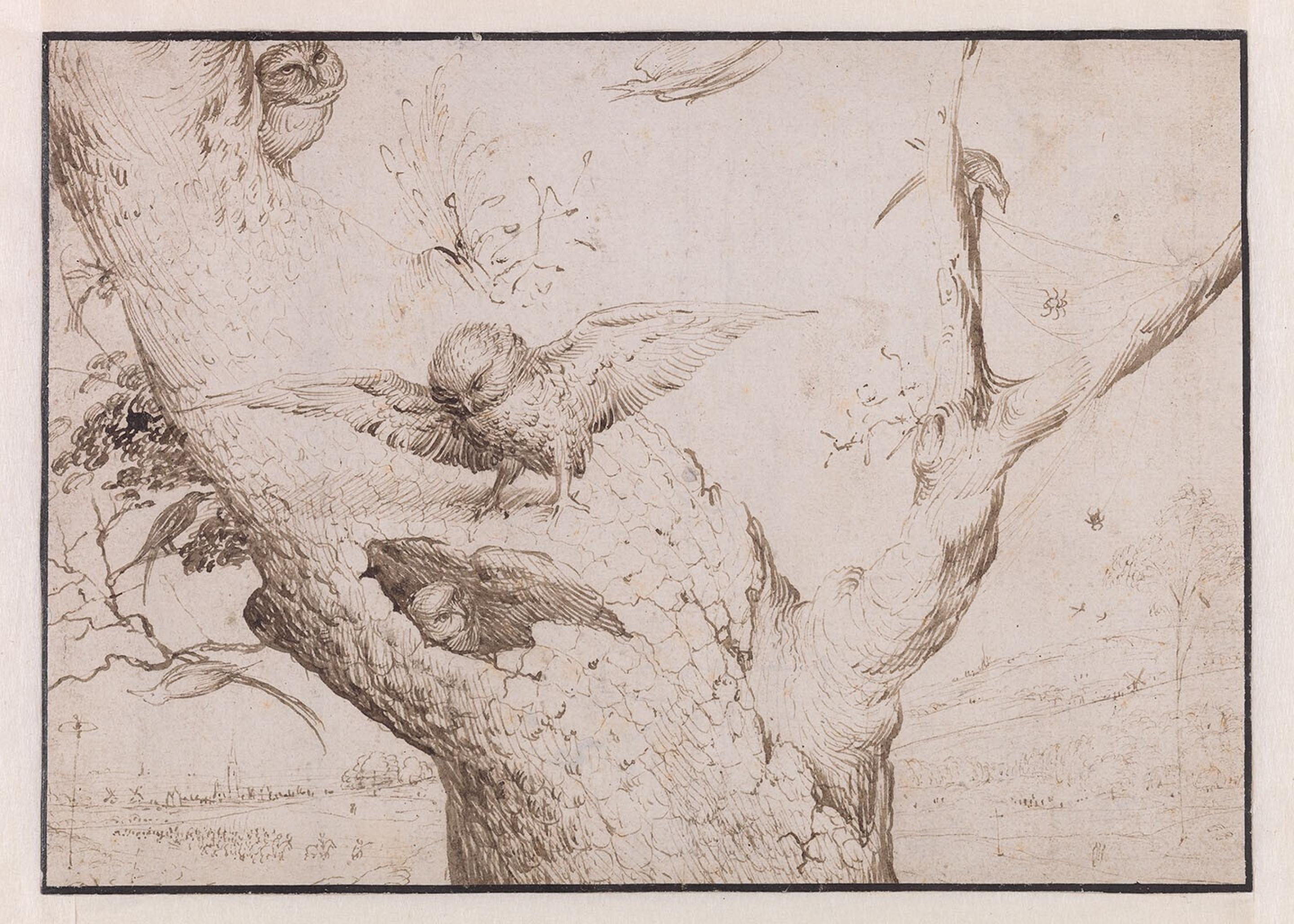
لانه جغد. روتردام ،موزه بویمانس فان بنینگن